# 런아이구

런아이 구의 위치

런아이구(한국어: 인애구, 중국어: 仁愛區, 병음: Rén'ài Qū)는 중화민국 지룽시의 시할구이다. 넓이는 4.2335km2이고 인구는 2015년 8월 기준으로 45,896명이다.

## 지리
지룽 시의 중앙에 위치하고 북쪽은 지룽 항에 면한다.

## 교통
- 타이완 철로관리국 종관선
- 국도 1호선